# Дом купца Ф. Д. Маштакова
Дом Маштакова — здание, расположенное в Центральном районе Новосибирска на углу Красного проспекта и улицы Свердлова. Построен в 1903 году. Принадлежал купцу Фёдору Даниловичу Маштакову. Памятник архитектуры регионального значения.

## Описание
Двухэтажное здание Г-образной формы. Южный фасад обращён к улице Свердлова, восточный — к Красному проспекту.
Угол первого этажа срезан (раньше здесь находился вход). Главные фасады первого этажа украшены рустом.
Второй этаж здания декорирован филёнчатыми лопатками, в его подоконном пространстве расположены прямоугольные декоративные элементы, чередующиеся с деталями, которые имитируют триглифы.
Нижняя часть карниза выложена из поставленного на ребро кирпича и подчёркнута поясом из сухариков.
Акцентирующий архитектурный элемент здания — пятигранный эркер, расположенный в уровне второго этажа, его венчает луковичный восьмигранный купол с чешуйчатой облицовкой. Узкие полукруглые окна эркера обрамляет сверху декоративный поясок из лекального кирпича. Нижнюю часть эркера украшают декоративные элементы в форме растительного орнамента.
Здание стоит на бутовом фундаменте. Имеется подвал, который освещается через приямки. На окнах подвального этажа установлены кованые решётки. Перекрытие двух угловых помещений подвала сделано в форме цилиндрического свода с распалубками для окон.
В торцах здания находятся лестничные клетки. С восточного фасада расположение лестницы подчёркивает витраж остекления.
В коридоре первого этажа сохранились украшенная стилизованной капителью десятигранная колонна и штукатурные профилированные тяги.

## История
Дом принадлежал Фёдору Даниловичу Маштакову, барнаульскому и новониколаевскому купцу. На первом этаже располагались магазины (в их числе «Чай» и «Мануфактурные дамские модные товары»), второй этаж, где жил Маштаков с семьёй, занимали административные и жилые помещения.
В 1920-е годы в доме располагались Окрстатбюро и лаборатория Сибмедторга, затем здание занял музей.
В настоящее время в здании находится Новосибирское государственное художественное училище.

## Расстрел барона фон Унгерна
Существует версия, что в доме купца Маштакова в 1921 году был расстрелян барон фон Унгерн-Штернберг, известный участник Белого движения, приверженец возрождения империи Чингис-хана от Тихого океана до Каспия.